# 哈尔夫丹·科特
哈尔夫丹·科特（挪威語：Johan Ludwig Mowinckel，1873年7月7日—1965年12月12日），挪威工党政治人物、语言学家、文学研究专家和历史学家。他曾于1935年至1940年担任尼高斯沃尔内阁的外交大臣，他在二战初期主张挪威应保持中立；但在德国入侵挪威之后，他随同国王与政府流亡伦敦后不久便辞去了职务。战后，他回到了他的学术生涯继续从事历史研究工作。

## 文献来源
- Riste, Olav.  1. Oslo: Det Norske Samlaget. 1973 （挪威语）.
- Riste, Olav.  2. Oslo: Det Norske Samlaget. 1979 （挪威语）.
- Skard, Sigmund. . Oslo: Det Norske Samlaget. 1982. OCLC 10021714 （挪威语）.
- Svendsen, Åsmund. . Oslo: Cappelen Damm. 2013. ISBN 9788202413941 （挪威语）.
- Sydengen, Fred Ivan. . Oslo: University of Oslo (master's thesis). 2003 （挪威语）.